# إكس مان (لعبة فيديو 1993)
إكس مان (بالإنجليزية: X-Men)‏، هي لعبة كومبيوتر أنتجها شركة سيجا الأمريكية (فرع شركة سيجا اليابانية)، صدرت في الأسواق الأمريكية سنه 1993، وبعد سنتين صدرت لعبة جديدة تحت مسمى إكس مان 2: كلون وارز.